# Station Ponte d'Adige-Sigmundskron
Station Ponte d'Arche-Sigmundskron is een spoorwegstation aan de Burggrafenspoorlijn in de wijk Ponte d'Arche-Sigmundskron van de stad Bolzano (Italië-Zuid-Tirol).
De stationsnaam wordt volgens de regels van Trenitalia in het Italiaans aangegeven, gevolgd door het Duits als lokale taal.